# Hans-Georg Lehmann
Hans-Georg Lehmann (* 11. Mai 1928 in Brandenburg an der Havel; † 15. April 2005) war ein deutscher Politiker und Funktionär der DDR-Blockpartei LDPD. Er war Vorsitzender des Bezirksverbandes Potsdam der LDPD und gehörte von 1958 bis 1990 dem Bezirkstag von Potsdam an.

## Leben
Nach dem Besuch der Volks- und Mittelschule absolvierte Lehmann eine Lehre in der Landwirtschaft. 1944 erwarb er den Abschluss als Staatlich geprüfter Landwirt. Anschließend wurde er zum Kriegsdienst in die Wehrmacht eingezogen.

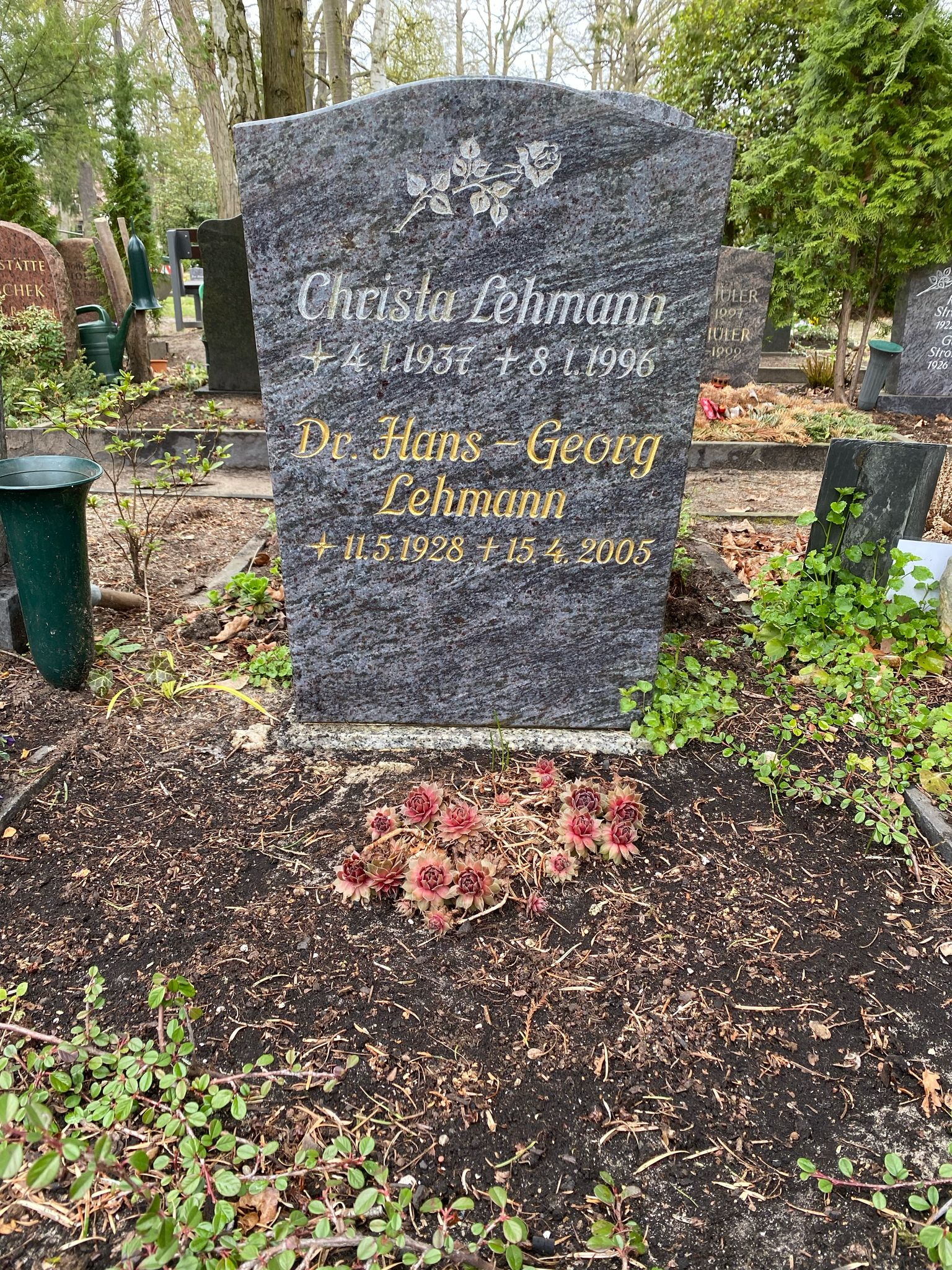
Grabstätte

1946 trat Lehmann der Liberal-Demokratischen Partei (LDP, ab 1951 LDPD) bei. Von 1950 bis 1952 war er Bürgermeister von Stölln und von 1952 bis 1957 stellvertretender Vorsitzender des Rates des Kreises Rathenow. Lehmann war 1957 Teilnehmer am ersten Lehrgang für Staatsfunktionäre an der Deutschen Akademie für Staats- und Rechtswissenschaft in Potsdam, den er als Diplom-Staatswissenschaftler abschloss.
Von 1952 bis 1957 war er Vorsitzender des Kreisverbandes Rathenow der LDPD. Von 1957 bis 1959 fungierte er als Bezirkssekretär der LDPD in Potsdam, von 1959 bis 1989 als Vorsitzender des Bezirksverbandes Potsdam der LDPD. Von 1960 bis 1990 war er zudem Mitglied des Zentralvorstandes der LDPD.
Von 1958 bis 1990 gehörte er als Abgeordneter dem Bezirkstag von Potsdam an. Er war Vorsitzender der Ständigen Kommission Finanzen und Preise des Bezirkstages.
Seine letzte Ruhestätte erhielt Hans-Georg Lehmann auf dem Friedhof Goethestraße in Potsdam-Babelsberg.

## Schriften
- (zusammen mit Wolfgang John): Zur gesamtgesellschaftlichen Mitverantwortung der Liberal-Demokratischen Partei Deutschlands in der politischen Organisation der sozialistischen Gesellschaft der DDR (dargestellt an der Entwicklung des Bezirksverbandes Potsdam der LDPD zwischen dem X. und XI. Parteitag der SED). Potsdam, Pädagogische Hochschule, Historisch-philologische Fakultät, Dissertation A, 1987.

## Auszeichnungen
- Vaterländischer Verdienstorden in Silber (1974) und in Gold (1985)[2]
- Orden „Banner der Arbeit“ (1978)[3]